# Кучер Володимир Іванович
Володимир Іванович Ку́чер (5 квітня 1939, Зінці, Полтавська область, УРСР) — український історик, спеціаліст із соціально-політичної історії, а також історії України 1920—1930-х років та років другої світової війни; доктор історичних наук (з 1987 року), професор (з 2004 року).

## Біографія
Народився 5 квітня 1939 року в селі Зінцях Полтавського району Полтавської області. 1963 року закінчив історичний факультет Київського університету. У 1968—1991 роках працював в Інституті історії АН УРСР: стажист-дослідник, молодший науковий співробітник, старший науковий співробітник. Там же у 1974 році захистив кандидатську дисертацію на тему: «Партизанські краї і зони на Україні в роки Великої вітчизняної війни 1941—1944»), у 1986 році — докторську дисертацію на тему: «Бойова діяльність антифашистського підпілля на Україні 1941—1944».
Від 1989 року — старший науковий співробітник, провідний науковий співробітник, завідувач проблемної групи з історії Великої вітчизняної війни Інституту історії партії при ЦК Компартії України. Від 1991 року — в Інституті національних відносин і політології НАН України (з 1998 року — Інститут політичних і етнонаціональних досліджень імені І. Ф. Кураса НАН України): провідний науковий співробітник, головний науковий співробітник. З січня 2004 року — головний науковий співробітник Національної наукової сільськогосподарської бібліотеки Національної академії аграрних наук України.
Член редколегії «Українського історичного журналу» та «Історичного журналу».

## Наукова діяльність
Автор більше 300 наукових праць, у тому числі понад 25 індивідуальних і колективних монографій. Серед них:
- Партизанські краї і зони на Україні в роки Великої Вітчизняної війни (1941—1944). Київ, 1974;
- Бойова діяльність антифашистського підпілля на Україні 1941—1944. Київ, 1983;
- Непокоренная земля Киевская. Київ, 1985;
- Становится город Героем. Київ, 1985 (у співавторстві);
- Украинская ССР в Великой Отечественной войне Советского Союза. Хроника событий. Київ, 1985 (у співавторстві);
- Общественно-политическая жизнь трудящихся Украины в годы Великой Отечественной войны. Київ, 1988 (у співавторстві);
- Історія, економіка, політика, ідеологія, книга 3: Україна у Другій світовій війні. Київ, 1997 (у співавторстві);
- ОУН—УПА в боротьбі за незалежну Україну. Київ, 1997;
- ОУН—УПА і українське питання: погляд із сьогодення. Київ, 1998 (у співавторстві);
- Україна у Другій світовій війні: Навчальний посібник. Київ, 1998 (у співавторстві);
- Український народ у Другій світовій війні: Навчальний посібник. Київ, 1998 (у співавторстві.);
- Пошуки шляхів до визволення України. Київ, 1999 (у співавторстві);
- Галичина у Другій світовій війні (1939—1945 рр.). Івано-Франківськ, 2001 (у співавторстві);
- Соборність України, книга 2. Київ, 2002 (у співавторстві);
- Всесвітня історія. Новітній період: Підручник для 11 класу загальноосвітніх закладів. Київ, 2004 (у співавторстві);
- Україна у Другій світовій війні (1939—1945): Посібник для вчителя. Київ, 2004 (у співавторстві);
- Україна від самостійності до соборності. Київ, 2004 (у співавторстві);
- За Україну, за її волю. Нариси про борців за українську справу. Київ, 2005 (у співавторстві);
- Україна в полум'ї війни 1941—1945. Київ., 2005 (у співавторстві);
- Українці проти нацизму: політичний вимір. Запоріжжя, 2005;
- Україна: політична історія XX—XXI століття. Київ, 2007 (у співавторстві);
- Український вибір: політичні системи XX століття і пошуки власної моделі суспільного розвиту. Київ., 2007 (у співавторстві);
- Україна: Політична історія ХХ — початок XXI століття. Київ, 2007 (у співавторстві);
- Володимир Винниченко про політичні події міжвоєнної доби: погляд із «Закутка». Київ, 2008.

Брав участь у багатотомних виданнях:
- «Історія Української РСР» (том 7, Київ, 1977);
- «Народная война в тылу фашистских оккупантов на Украине 1941—1944» (Київ, 1985);
- «Советская Украина в годы Великой Отечественной войны 1941—1945: Документы и материалы» (томи 1—2. Київ, 1989);
- «Політична історія України: ХХ століття» (том 4. Київ, 2003).

Підготував трьох кандидатів наук.